# Motkraft
Motkraft var en webbportal med den utomparlamentariska vänstern i Sverige som målgrupp och där nyheterna skrevs av besökarna. I samband med att en av grundarna, Martin Fredriksson, avslöjades som SÄPO-informatör togs webbportalen ned. Webbportalen, som föregicks av ett e-postutskick som började 1997, beskrivs av Statens medieråd som "en informationssida som utöver nyheter /.../ och kalendarium också fyller funktion av resursbas för radikal aktivism". Sidan bedöms representera en mångfald av kritiska vänsterperspektiv (reformistiska och radikala) utan enhetlig ideologi men som har sin rot i socialistiska och anarkistiska perspektiv.

## Webbportalen
Syftet med Motkraft var enligt egen uppgift "att låta grupper själva förklara sina aktioner, utan att de behöver förmedlas eller uttolkas av journalistiska mellanhänder". De som vill publicera får råd om att hålla sig sakliga, undvika klyschor, och gärna beskriva idéerna bakom aktionerna. De tillråds också att tänka på att inte beskriva eventuella lagbrott som begåtts under en aktion på ett sådant sätt att man kan identifiera de inblandade personerna.
Olika grupper har publicerat nyheter på Motkraft, däribland Ship to Gaza, Jord och frihet, Regnbågsrabulisterna, Göteborgs Queerinstitut, Ta tillbaka Välfärden, Kulturkampanjen, Revolutionära fronten, Direkt aktion, Brand, Nätverket Ingen Människa Är Illegal, Antifascistisk aktion, Nätverket mot rasism Stockholm, Helsingborg mot rasism, SAC, Kampen om Göteborg, 8 mars-kommittén, Allt åt alla, Svensk-turkisk kultur&konst förening, Kulturcentrum för Aleviterna i Sverige, Svensk Turkisk Solidaritets och Kulturföreningen, Assyriska-Syrianska Demokratiska Initiativet, Rådet till försvar för det iranska folkets frihetskamp, Rättvisepartiet Socialisterna, Bergatrollen, Smultrongänget, Dissident, Asylgruppen, GARK, Vänsterpartiet, Ung Vänster, Grön Ungdom, Sveriges Socialdemokratiska Ungdomsförbund (SSU), Syndikalistiska ungdomsförbundet, Anarchist Black Cross, Anarkistiska studier förlag, Alarm Stockholm, Planka.nu, Irlandsinformation, Aktivistgruppen Huset, Ofog, Virvelvinden, Bokcafet i Kalmar, India Däck bokcafe, Solgruppen Malmö, KC Glassfabriken, Östergötland mot rasism och Vår makt.[källa behövs]

## Insamlingar
Motkraft drev även insamlingar för olika ändamål. Exempel på äldre sådana var insamlingar till stöd för de gripna efter ungdomshus-aktiviteterna i Köpenhamn[källa behövs], för blockadvakter som efter en blockad i Malmö december 2008 åtalades (26 personer) och dömdes (25 personer) för egenmäktigt förfarande och ohörsamhet mot ordningsmakten, för en av septemberalliansen organiserad demonstration mot högerpolitik i september 2008 samt för en namninsamling april 2008 till stöd för de sjuksköterskor som vid denna tid gick ut i strejk.[källa behövs]